# Эйден, Ганс
Ганс Эйден (нем. Hans Eiden; 24 ноября 1901, Трир, — 6 декабря 1950, там же) — немецкий коммунистический политик, деятель Сопротивления.

## Биография
После обучения на токаря Эйден, будучи сыном железнодорожного служащего, смог устроиться на работу в Deutsche Reichsbahn. Он стал членом профсоюза и заинтересовался политикой. Вследствие своей политической активности как члена Коммунистической партии Германии, к которой он принадлежал с 1929 года, а также деятельности в качестве политического руководителя ячейки «Союза борьбы против фашизма» в трирском округе Трир-Норд с 1932 года, он был в 1933 году взят под «защитный арест» и в 1936 году за государственную измену приговорён к трём годам тюремного заключения, которое отбывал в тюрьме Зигбург с декабря 1936 по май 1939 года. Три месяца спустя он был снова взят под стражу и 16 сентября 1939 года помещён в концентрационный лагерь Бухенвальд (заключённый № 6222). В конце 1944 года он стал старостой лагеря.
На этой должности он чувствовал себя ответственным за улучшение условий жизни заключённых. Многие заключённые обязаны своей жизнью его самоотверженным и мужественным усилиям. Рискуя собственной жизнью, он предотвратил несколько смертоносных эвакуаций лагеря (маршей смерти) и был одним из заключённых, захвативших лагерь после того, как большая часть охранников СС бежала от наступающей 3-й американской армии. По легенде, 11 апреля 1945 года он был со штурмовым отрядом, который открыл главные ворота и смог объявить всем узникам: «Товарищи, мы свободны!». Он также выказал силу своего характера, предотвратив расправу над захваченными охранниками концлагеря словами «Эти преступники предстанут перед судом народов».
После падения нацистской диктатуры Ганс Эйден вернулся в Трир. Он был одним из основателей «Объединения политических жертв фашизма», из которого в 1947 году возникло «Объединение преследуемых нацистским режимом». В этом качестве он несколько раз выступал на памятных мероприятиях.
В 1947 году Эйден стал депутатом первого рейнланд-пфальцского ландтага и возглавлял там петиционный комитет, пока не сдал свой мандат 14 июня 1948 года. Через два года он умер от последствий длительного заключения.
В 1993 году на майнцской радиостанции Südwestfunk вышла получасовая передача «Кем был Ганс Эйден? Лагерный староста Бухенвальда» (нем. Wer war Hans Eiden? Der Lagerälteste von Buchenwald).

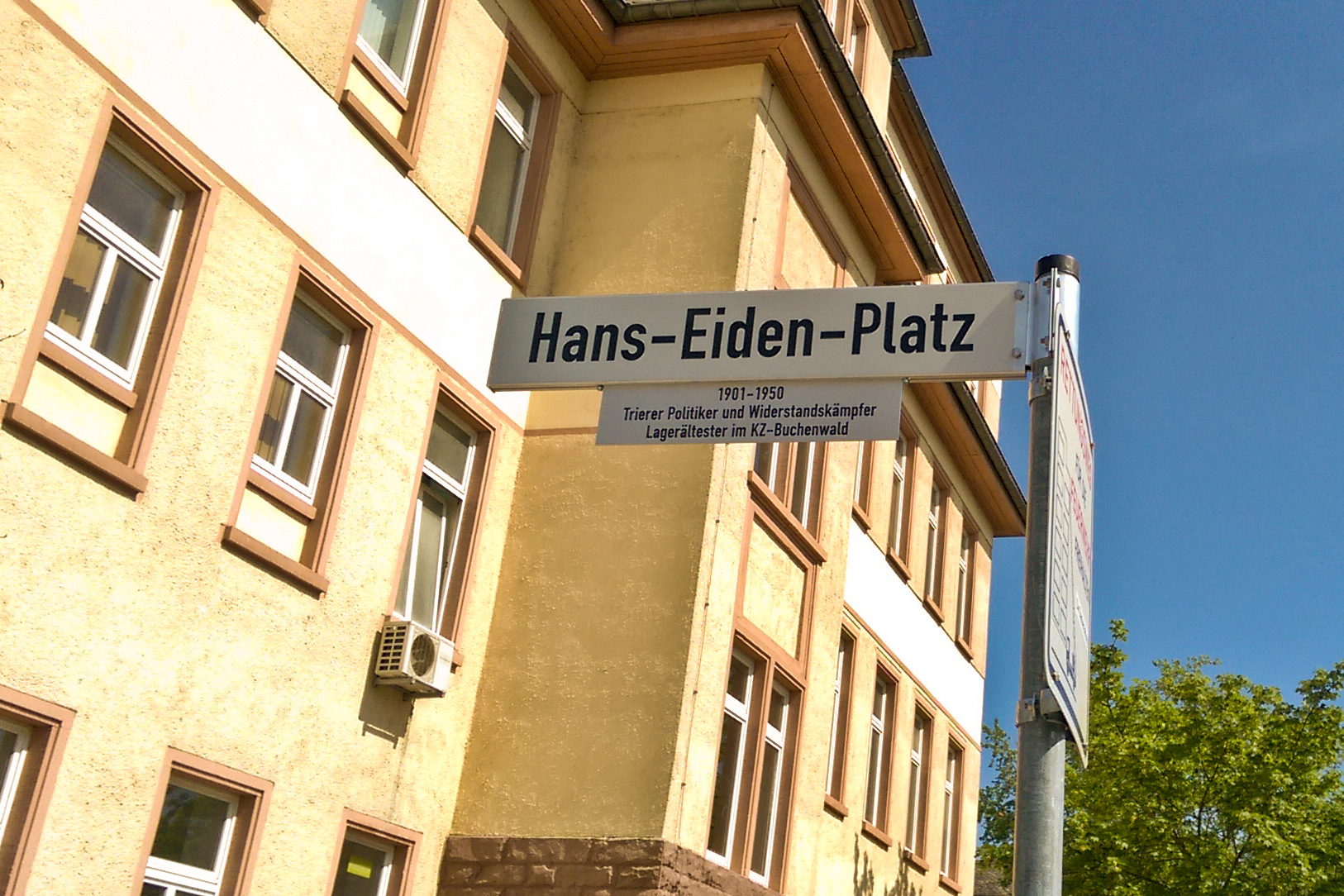
Площадь Ганса Эйдена в Трир-Норде

В 1995 году в Трире на месте его рождения, на Энгельштрассе, был установлен памятник. Кроме того, в 2020 году по результатам городского конкурса в его честь была названа площадь в Трир-Норде. До мирной революции в ГДР его имя носила школа в Веймаре, а одна из улиц названа в его честь и поныне.
В 2014 году Мемориал Холокоста «Яд ва-Шем» в Иерусалиме удостоил его звания праведника народов мира.
Эйден является одним из действующих лиц романа Георгия Свиридова «Ринг за колючей проволокой».

## Сочинения
В 1946 году были опубликованы записки Ганса Эйдена о его жизни в концлагере «Это был Бухенвальд» (нем. Das war Buchenwald). В 1995 году вышла книга «Прежде чем рассмеется солнце: Ганс Эйден, коммунист и лагерный староста в Бухенвальде» (нем. Eh' die Sonne lacht – Hans Eiden, Kommunist und Lagerältester in Buchenwald) — биография на основе переработанных документов, воспоминаний современников и записей самого Эйдена.